# النساء السوداوات في صناعة الموسيقى
أسهمت النساء السوداوات في صناعة الموسيقى إسهامات جليلة في الولايات المتحدة وغيرها من الدول على مر السنين. وبدأ تراثها في التراكم منذ سبعينيات القرن التاسع عشر مع ظهور أغنيات «فيسك جيوبيليه» التي عملت على انتشار أغنيات ضد المضطهدين عرقياً واستمرت مع انتشار أغاني البلوز.

## الأنواع الموسيقية

### موسيقى البلوز
ليس لموسيقى البلوز مقام أو موضع نشأة ولكن تعود أصول هذا النوع الموسيقي إلى حقبة العبودية في جنوب الولايات المتحدة. وساهمت النساء الأمريكيات من أصول أفريقية في نشر وزيادة شعبية البلوز الكلاسيكي الذي يعود إلى عشرينيات القرن العشرين. وعُرفت مغنيات من أمثال ما ريني وبيسي سميث وألبيرتا هانتر وإيثيل ووترز بشعبيتهن وتقديمهن لأمور جديدة على المشهد الموسيقي الأمريكي. فحملت ما ريني لقب «أم البلوز» وزادت شعبيتها في مطلع القرن العشرين، فكانت ريني من أولى المغنيات الأمريكيات ذوات الأصول الأفريقية ممن دمجوا في أعمالهم البلوز مع مختاراتها الغنائية.

### الجاز
وبصورة مشابهة للبلوز فليس لموسيقى الجاز مقام أو موضع نشأة ولكن استوحي هذه النوع الموسيقي عن البلوز ونمط الموسيقى التقليدية الخاص بمدينة نيو أورلينز. يعد الجاز من الأنواع الموسيقية التي هيمن عليها الرجال إلى حدٍ بعيد. فرغم وجود بعض الفنانات من النساء إلّا أنه لم يُحتفى بإنجازتهن على ذات السوية. ولم تشغل النساء ذات الأصول الأفريقية مغنيات جاز وحسب بل عازفات أيضا. وكان البيانو من أولى الآلات التي عزفت النساء عليها في هذا النوع وما ساعد على قبول النساء في هذا المجال. ومن أشهر العازفات فاليدا سنو والتي لقبت «ملكة الترومبيت» وعازفة البيانو ليل هاردين أرمسترونغ وكانت ماري لو ويليامز من أشهر أعلام هذا النوع، فبرعت في عزف البيانو منذ نعومة أظفارها وقامت بتأليف ما يزيد عن 350 عدد موسيقي لأنواع الجاز والبلوز والسوينغ وأصبحت أول امرأة تأسس شركة تسجيل موسيقية خاصة بها تحت اسم «ماري ريكوردز».

### موسيقى الريذم أند بلوز
تعود جذور نوعي السول والريذم أند بلوز الموسيقيين إلى حركة الحقوق المدنية في الولايات المتحدة خلال ستينيات القرن العشرين. تمحورت مواضيع هذان النوعان الموسيقيان حول تخطي العواقب والحواجز الموضوعة ما بين الأمريكيات السود وأقرانهن البيض. وتعود أصول معظم هؤلاء المغنيات إلى منطقة الجنوب الأمريكي وكانوا يغنين بالكنائس. ومن أشهر مغنيات هذا النوع روزيتا ثارب وبيسي سميث ولكن كانت أريثا فرانكلين الأكثر شهرة في هذا النوع. نالت أريثا فرانكلين شهرة خلال الستينيات، وبدأت فرانكلين سيرتها الموسيقية بعد تعاقدها مع شركة تسجيل عام وهي في الثامنة عشر من العمر بعيد غنائها في كنيستها بمدينة ديترويت. وحظيت بنجاح كبير في تعاوناتها مع فنانين ممن كان لهم خلفية في موسيقى الغوسبل الكنسيّة. واختارت السير على هذا الطريق وحازت على جائزة غرامي ووصلت خمسٌ من أغنياتها للمرتبة الأولى في قوائم الترتيب الموسيقي. حققت فرانكلين نجاحاً تجارياً مسجلةً مبيعات فاقت العشرة ملايين أغنية منفردة خلال عام 1967 وعام 1968.

## صناعة الموسيقى المعاصرة
تتحدى مغنيات الراب كلمات أغاني الراب الحاملة في معانيها ومفاهيمها مدلولات التمييز بحقهن والتي يؤديها نظرائهن من الذكور، فيستخدمن ضمن أغانيهن كلمات تُظهر وتُعرّف بالمرأة المستقلة ومن أولئك المغنيات كوين لطيفة وإيف اللاتي ينتقدن الرجال ممن يستغلون ويسيئون ويتلاعبون بالنساء. وهناك نساءٌ آخريات من أمثالِ جانيت جاكسون وماريا كيري وبيونسيه ولورين هيل وريانا وأليشيا كيز عملن على توظيف مكانتهن وشهرتهن لتعزيز وتمكين النساء ذوات البشرة السوداء وغيرها من الأقليات الأخرى حول العالم.